# Kristjan Palusalu
Kristjan Palusalu, till 1935 Trossmann, född 10 mars 1908 i Varemurru i guvernementet Livland, död 17 juli 1987 i Tallinn i Estniska SSR, var en estnisk idrottsman och brottare. Han var 184 cm lång och vägde 100 kg (vid OS 1936).
Han vann två guldmedaljer i OS 1936, i Berlin och bar Estlands flagga in på olympiastadion. Han var framstående under lång tid med estniska mästerskapstitlar och världstitlar,  bl. a. EM-guld 1937.
Eftersom hans land ockuperades av Sovjetunionen tvangs han straffarbeta. Efter att han och hans medfångar försökt fly och blev tillfångatagna, blev han emellertid dömd till döden, men straffet ändrades senare till att han istället skickades till fronten i Finska Fortsättningskriget. Han deserterade och som följd härav blev han, när Estland åter föll i ryska okupation 1945 åter igen skickad i fångläger. Där blev han kvar drygt ett år innan han och släpptes 1946. Kristjan Palusalu är fortfarande idag en av de mest populära idrottare landet haft.
Bronssoldaten, som tros vara en staty av Kristjan Palusalu, vållade stor debatt 2007. Hans dotter har bekräftat likheten, men inte skulptören Enn Roos.
Kristjan Palusalu vann också EM-guld 1938-39 i grek.rom.stil.